# Casa natal de San Luis Bertrán

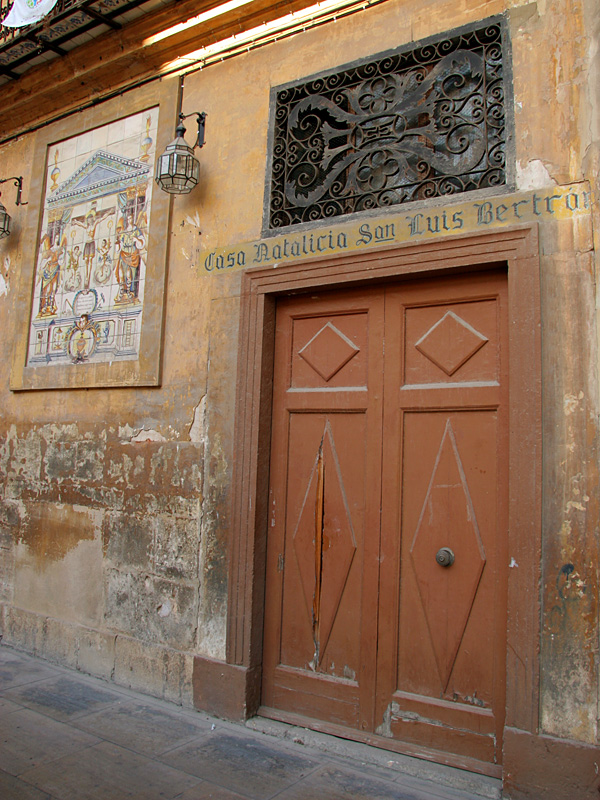
Fachada de la plaza San Luis Bertrán

La casa natal de San Luis Bertrán es un edificio con código 46.15.250-318, que forma parte de los monumentos catalogados como Bienes de Relevancia Local de la ciudad de Valencia (España). Se encuentra ubicada en el número 3 de la Plaza de San Luis Bertrán, frente al edificio del Antiguo Almudín y el Palacio de los Escrivá, y muy próxima a la Iglesia de San Esteban, donde fue bautizado el Santo. La zona en la que se enmarcan todos ellos forma parte de un Plan Especial de Protección y Reforma Interior (el Pepri de la Seu-Xerea) al que se dio luz verde en 1993, el inmueble, que dispone de protección en atención a su especial valor patrimonial, sigue sin rehabilitar. No solo la construcción se encuentra en mal estado,  sino que se deteriora  el panel cerámico que existe en la fachada, el cual, al tratarse de una obra anterior a 1940, debe tener la consideración de Bien de Relevancia Local. Pese a ello la rehabilitación de la casa natal de San Luis Bertrán permanece paralizada desde 1993; aunque con motivo del IV centenario de la muerte de San Luis, en 1983, se procedió a la restauración de la capilla.

## Descripción histórico artística
La casa tiene entrada por la plaza de San Luis Bertrán, por otro edificio anexo a la misma, que se edificó a principios del siglo XX. En 1619 este recinto fue transformado en capilla con sacristía aneja. Existe una descripción sobre esta casa en una reseña del Padre  Vidal en su "Vida de San Luis" (Valencia, 1643), la cual no se ajusta al estado en que se halla actualmente, habiendo desaparecido la antigua puerta de entrada frente a la esquina de la iglesia parroquial de San Esteban. La casa natal de San Luis Bertrán fue reformada en el siglo XIX, creciendo en altura. Destaca su balcón corrido y el retablo cerámico en el que se contempla a Jesús en la Cruz. En 1608, con motivo de la beatificación del santo valenciano, se construyó una capilla y se inscribió en su dintel el rótulo “Casa Natalicia de San Luis Beltrán”.
La capilla, es de planta rectangular estrechada en el lado del presbiterio, con   coro  a los pies y púlpito. En el interior hay una  imagen de san Luis Bertrán, obra del escultor Vicente Rodilla, ya que la original de Ignacio Vergara, desapareció. Ante ella se celebra solemne oficio religioso en la festividad del santo, que se traslada de ordinario al último domingo de octubre. En el cielo raso del presbiterio hay una sencilla "gloria" con ángeles pintada al temple a mediados del siglo XIX. A los lados se leen las siguientes inscripciones: «A LA MEMORIA Y CULTO DE SAN LUIS BERTRAN SU PARIENTE EL BARON DE BENIPARRELL. 1848».
A su vez,  sobre la mesa del altar: «REEDIFICADA DONDE NACIO EL SANTO. SEGUNDO ANGEL VALENCIANO». En los ángulos de las paredes donde se estrecha el presbiterio aparecen estas otras inscripciones: «SUS PARIENTES LOS MARQUESES DE MONESTIL Y DE AGUILAR, BARONES DE BENIPARRELL Y OTROS TITULOS. DEDICAN AL CULTO DEL SANTO EL SITIO DONDE TUVO LUGAR TAN FAUSTO SUCESO. SAN LUIS BERTRAN PROFESO EL 7 DE 1545. MURIO EN SU CONVENTO DE SANTO DOMINGO EL 9 DE OCTUBRE DE 1580. FUE BEATIFICADO POR SU SANTIDAD PAULO V EL 29 DE JULIO DE 1608. FUE CANONIZADO POR SU SANTIDAD CLEMENTE X, EL 5 DE ABRIL DE 1671.»
En los muros de esta capilla aparecen cuatro lienzos, dos a cada lado,  de 2,20 por 1,57 m, apaisados, sobre la vida de San Luis, de autor no conocido. A los lados de la capilla, a cada lado de la puerta, hay sendos lienzos representando Aparición de la Virgen a San Felipe Neri, de 1,07 por 0,84 m, y San Vicente Ferrer recibiendo a San Luis Bertrán (?), de 0,83 por 0,72 m, de escuela valenciana de fines del siglo XVII.
Ya en 1848 el Marqués de Cruïlles en su "Guía", pone de manifiesto la ruina existente en el edificio y la nueva alineación y ensanche de la calle y plaza, lo cual produjo la reducción de la capilla, la cual, probablemente debió sufrir una modificación en su eje o perder una dependencia colateral. Sus dimensiones son 8 metros de largo por cinco de ancho. La altura, 5 metros.